# Диализа
В медицината диализата е процес, който има за цел да замести бъбреците и да изпълни тяхната функция, ако престанат да функционират в резултат на остра бъбречна недостатъчност или в резултат на хронична бъбречна недостатъчност.
В здраво тяло бъбреците имат много функции, главните от които са отстраняването на вещества (като калий, киселини и урина) от кръвта, като процесът на диализа се предполага, че имитира тези действия до извършването на трансплантация на бъбрек, ако е възможно.